# Hieronim Wierzbowski (zm. 1665)
Hieronim z Wielkiego Chrząstowa Wierzbowski herbu Jastrzębiec (zm. 1 maja 1665 roku) – wojewoda sieradzki w latach 1661–1665, wojewoda brzeskokujawski w latach 1657–1661, kasztelan sieradzki w latach 1653–1657, wielkorządca krakowski od 10 września 1657 roku do 1 maja 1665 roku, chorąży większy łęczycki w latach 1648–1652, starosta oświęcimski w latach 1652-1665, starosta barwałdzki w latach 1655–1665, starosta szadkowski w latach 1655–1665, starosta stopnicki w 1662 roku, dworzanin królewski przed 1648 rokiem, pułkownik w 1657 roku.

## Rodzina
Pochodził z rodziny pieczętującej się herbem Jastrzębiec. Ojciec jego Mikołaj (1586-1639), pełnił obowiązki kasztelana inowrocławskiego. Matka Urszula, z domu Grudzińska była córką Stefana Grudzińskiego (zm. 1588), kasztelana nakielskiego. Do rodzeństwa Hieronima należeli: Władysław – kasztelan inowrocławski i inowłodzki, wojewoda brzeskokujawski; Stefan – arcybiskup gnieźnieński i rozprza; siostra Anna – poślubiła Samuela Nadolskiego, kasztelana konar łęczyckich i kasztelana rawskiego. Pierwsza żona Zofia Mrozowicka, córka Jana Mrozowickiego herbu Prus II i  Zofii Raszowskiej herbu Grzymała, siostra m.in. Jerzego Mrozowickiego, sekretarza królewskiego, zmarła około 1640 roku. Druga żona Marcjanna Przyłęcka herbu Szreniawa, córka Hermolausa Aleksandra Przyłęckiego, kasztelana oświęcimskiego, wdowa po Krzysztofie Komorowskim heru Korczak, staroście oświęcimskim, urodziła syna Zygmunta. Trzecia żona, Katarzyna Ginwił Piotrowska herbu własnego (1634-1710), córka Mikołaja Piotrowskiego, kuchmistrza i dworzanina, którą poślubił w 1657 roku, urodziła sześcioro dzieci: pięć córek i syna Stanisława (1659-1728), kanonika gnieźnieńskiego, starostę łęczyckiego i łańcuckiego. Katarzyna była wdową po Samuelu Nadolskim herbu Pierzchała, kasztelanie rawskim. Z córek, Teresa, zmarła z dzieciństwie, Anna została wydana za mąż za Marcina Chomętowskiego, wojewodę mazowieckiego, Ludwika Katarzyna 1.voto żona Hieronima Lanckorońskiego, podkomorzego królewskiego, 2.voto żona Hieronima Załuskiego, kasztelana rawskiego, ostatnia córka, Helena Urszula była zakonnicą reguły św. Benedykta w Ołoboku. Po śmierci męża Katarzyna poślubiła Stanisława Skarszewskiego herbu Leszczyc, kasztelana wojnickiego, z którym miała syna, Jana Antoniego.

## Pełnione urzędy
Pełnił wiele urzędów. Był starostą oświęcimskim, szadkowskim, barwładzkim i wielkorządcą krakowskim. Od 1648 pełnił obowiązki chorążego łęczyckiego. W latach 1653–1658 pełnił urząd kasztelana sieradzkiego. Od 1658 do 1660 był wojewodą brzeskokujawskim, następnie w latach 1660-1665 wojewodą sieradzkim.
Jako rotmistrz województwa łęczyckiego był posłem na sejm koronacyjny 1649 roku z województwa łęczyckiego. Poseł sejmiku łęczyckiego na sejm 1650 roku.
Słynął z nadzwyczajnej siły i waleczności w kampaniach moskiewskich. Odbył też podróż do Francji po królową Marię Ludwikę.